# Brigada Logística (España)

Escudo de la Brigada Logística.

La Brigada Logística (BRILOG) es un conjunto de unidades del Ejército de Tierra de España que prestan apoyo logístico al combate, dependen de un mando único y son adiestradas y equipadas para reforzar las unidades que se determinen o participar en el marco de una organización operativa, de nivel superior, de acuerdo con la doctrina específica terrestre.
La Bridada Logística también facilita apoyo logístico en permanencia, a operaciones de proyección de fuerzas-misiones de paz o ayuda humanitaria y sostén de los ejercicios y maniobras nacionales o multinacionales. Se constituyó el 21 de enero de 2011, fruto de la integración de la Fuerza Logística Terrestre 1 (Sevilla) y la Fuerza Logística Terrestre 2 (Zaragoza).
Su cuartel general se encuentra en el Acuartelamiento San Fernando, en la ciudad de Zaragoza. Orgánicamente, desde septiembre de 2020 la Brigada Logística depende del Mando de Apoyo a la Maniobra, dependiente a su vez de la Fuerza Terrestre del Ejército de Tierra.
La BRILOG está integrada por:
- Cuartel General, en el que se integra un Estado Mayor en Zaragoza
- Agrupación de Transporte n.º 1 en Madrid y Alcalá de Henares
- Agrupación de Apoyo Logístico n.º 11 en Colmenar Viejo (Madrid) , Paterna (Valencia), Talavera de la Reina (Toledo) y Chinchilla (Albacete)
- Agrupación de Apoyo Logístico n.º 21 en Sevilla , Granada, Viator (Almería) y Villaviciosa de Córdoba (Córdoba)
- Agrupación de Apoyo Logístico n.º 41 en Zaragoza, y San Baudilio de Llobregat (Barcelona)
- Agrupación de Apoyo Logístico n.º 61 en Valladolid, Burgos y Vitoria (Álava)
- Agrupación de Apoyo Logístico n.º 81 en San Cristóbal de La Laguna (Santa Cruz de Tenerife) y Las Palmas de Gran Canaria.
- Agrupación de Sanidad n.º 1 en Madrid y Zaragoza.